# Ksamil
Ksamil è una frazione del comune di Saranda, in Albania (prefettura di Valona).

## Storia
Il comune è stato fondato nel 1966.

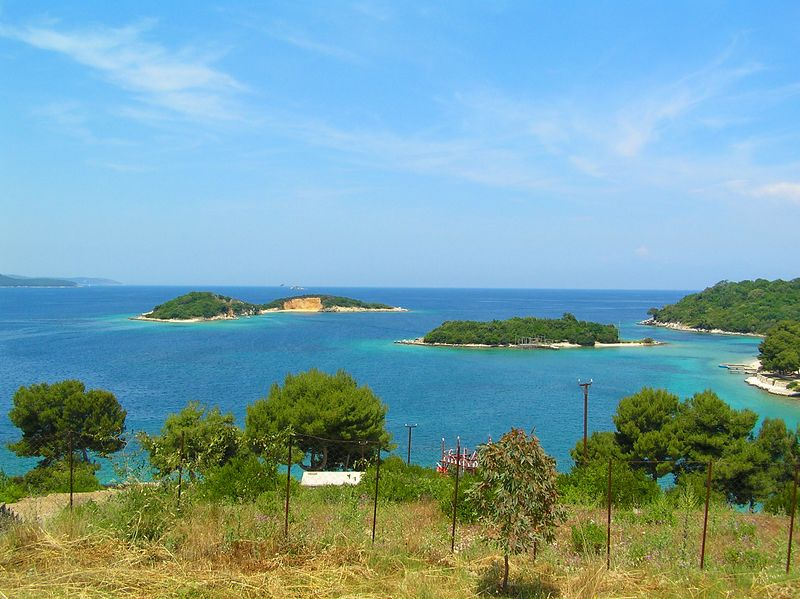
La costa di Ksamil

Durante il periodo comunista la zona divenne celebre per la produzione di olio d'oliva e le coltivazioni di limoni e mandarini.
Fino alla riforma amministrativa del 2015 era comune autonomo, dopo la riforma è stato accorpato a Saranda.

## Economia

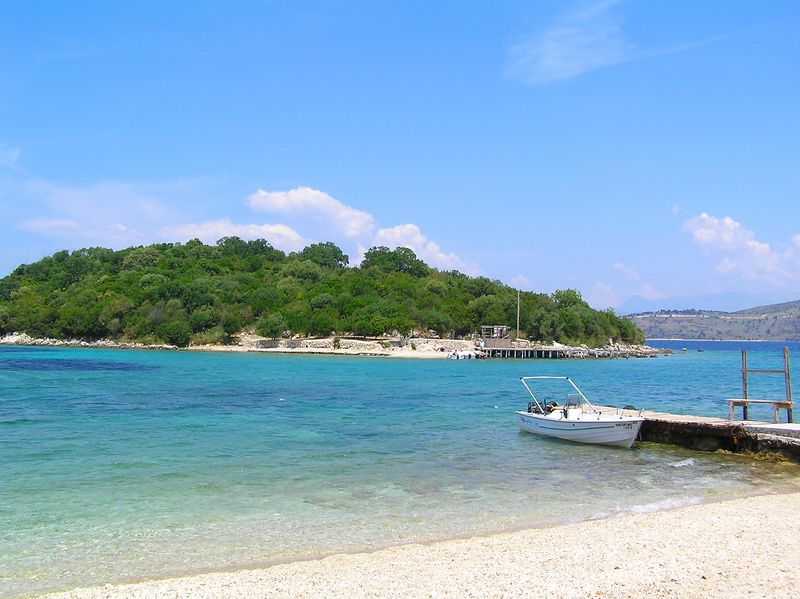
Le spiagge di Ksamil

È una località turistica sulla costa frequentata da turisti albanesi e stranieri. Sorge nei pressi dell'antica città di Butrinto e a 17 km da Saranda. Il villaggio costiero vero e proprio, sorto nel 1966, è situato a sud della città di Saranda, in direzione di Butrinto. Ksamil fa parte del parco nazionale di Butrinto e consiste in due nuclei urbani, Ksamil e Manastir. 
Tra le attrazioni più suggestive dal punto di vista turistico vi sono le isole di Ksamil.

## Galleria d'immagini

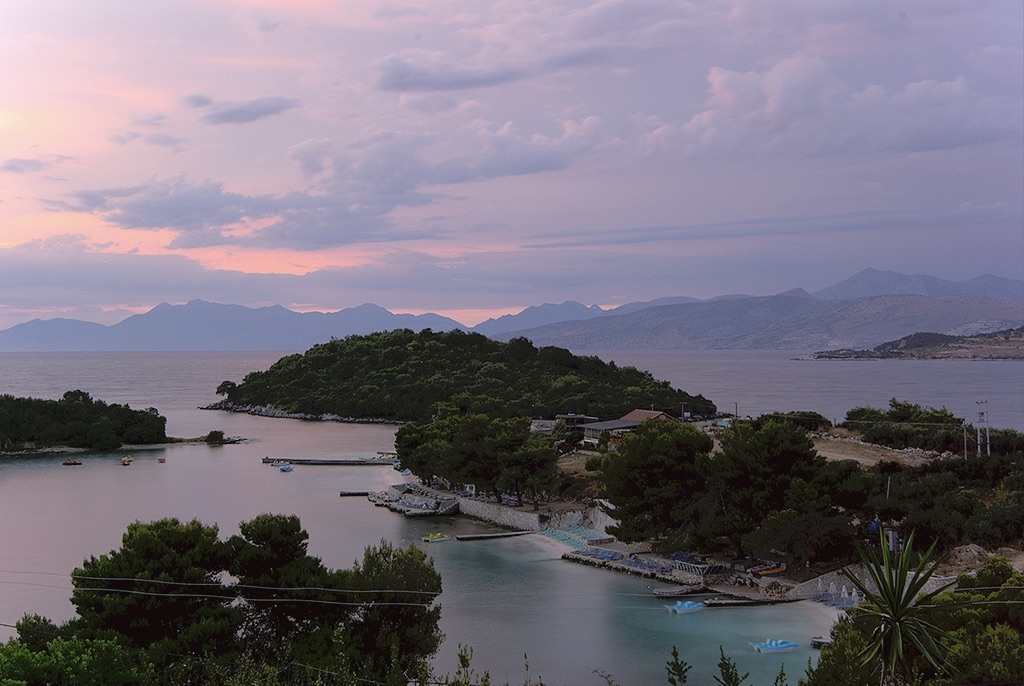
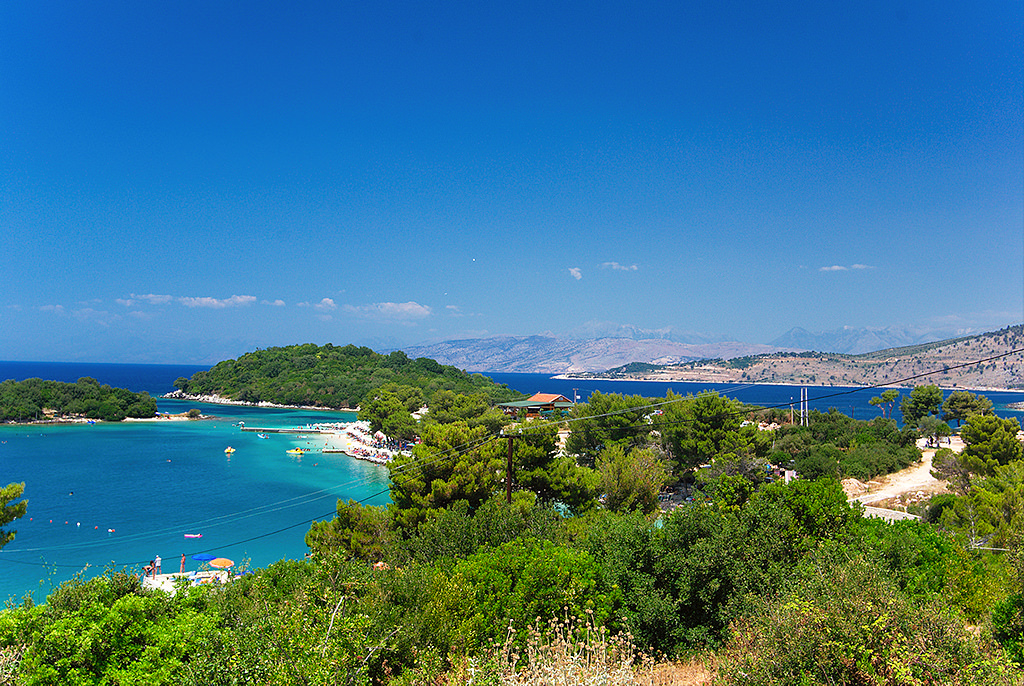
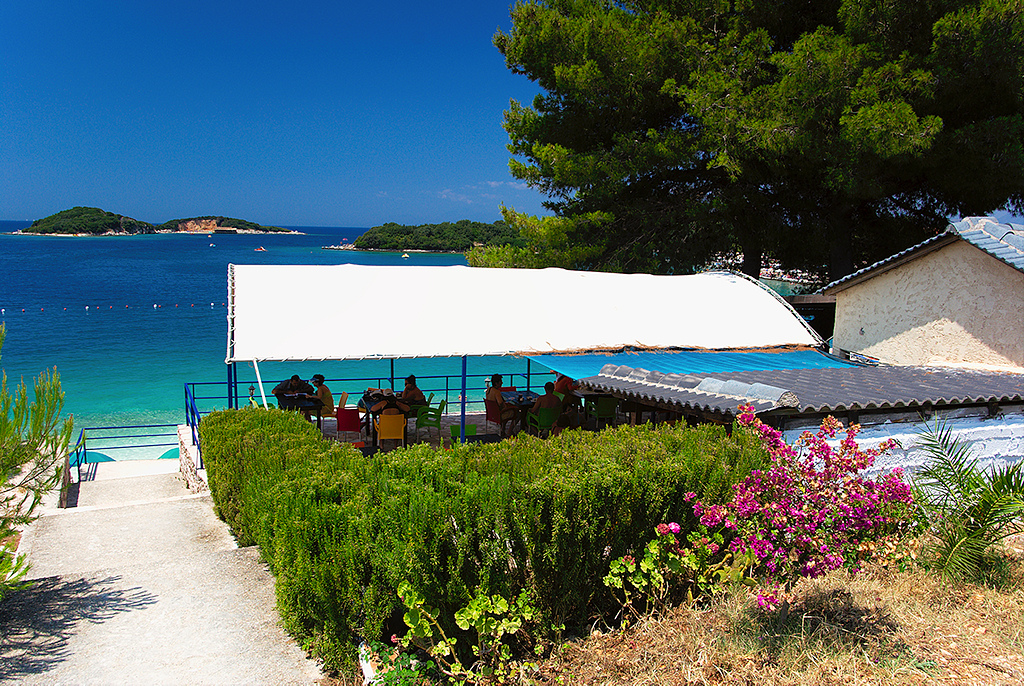
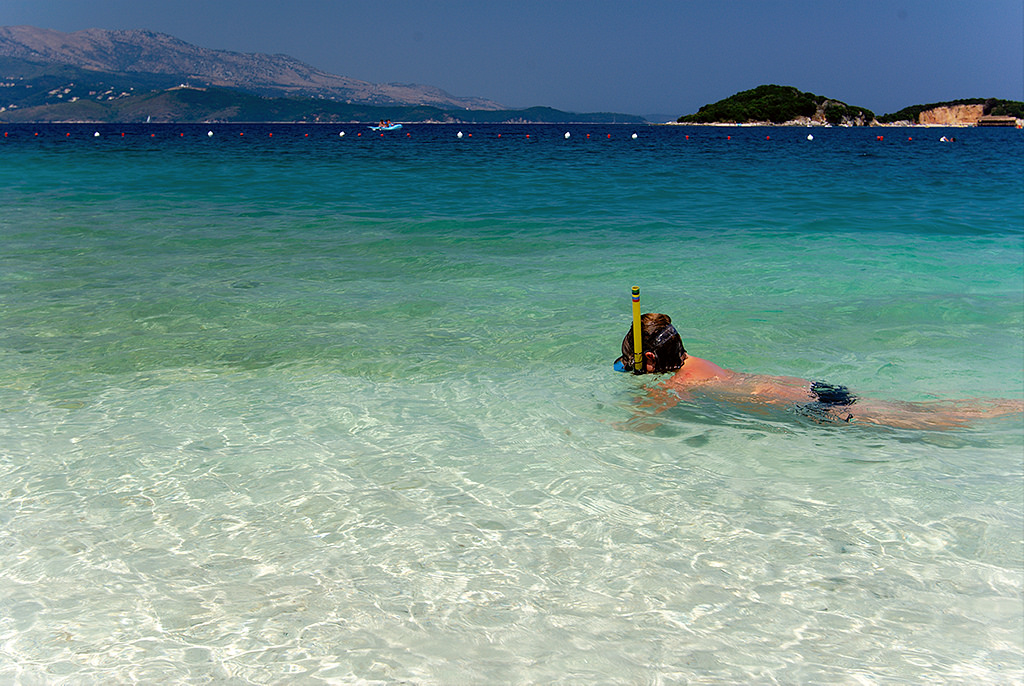
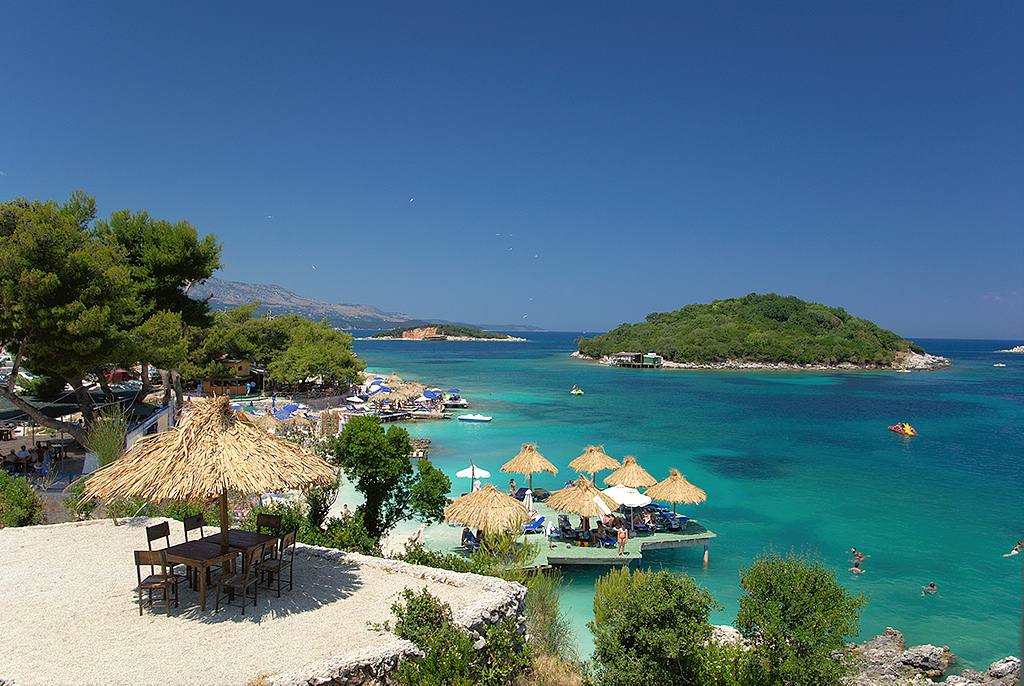
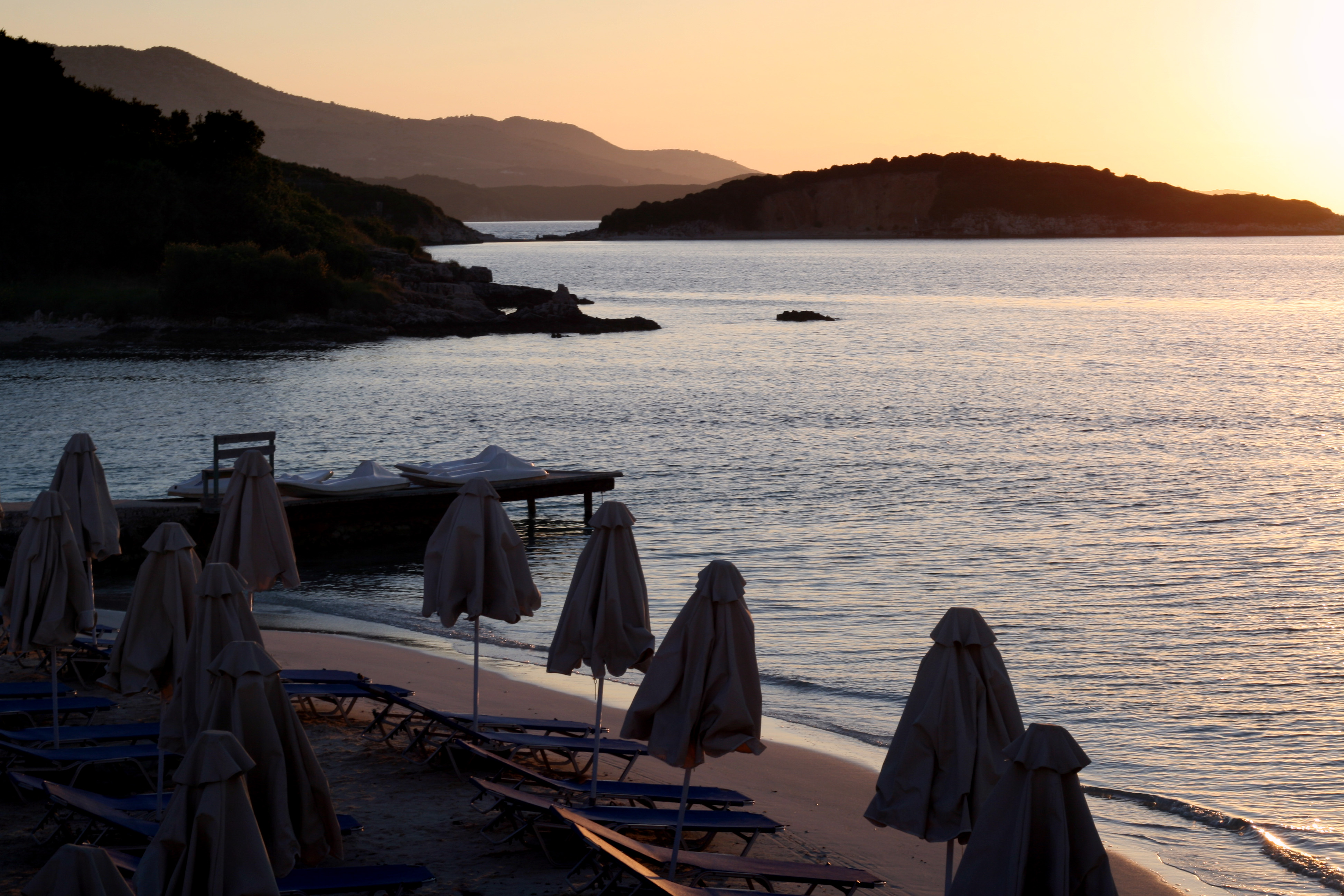
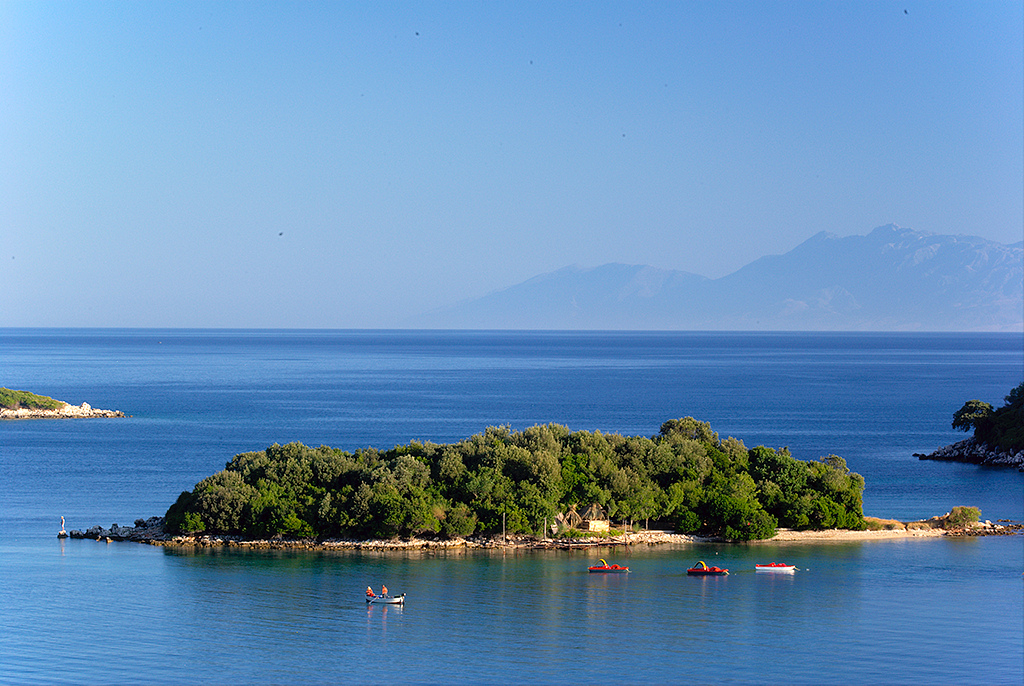